# Navalcaballo
 Navalcaballo  es una entidad local menor y una localidad de España, del municipio de Los Rábanos en la provincia de Soria, Comunidad Autónoma de Castilla y León.

## Geografía

Término municipal de Los Rábanos

Es una entidad local menor perteneciente al ayuntamiento Los Rábanos, que está situada al sur de la capital soriana, de la cual dista 12 km, y  cuya principal vía de acceso es la SO-100. Tiene una altitud aproximada de 1078 metros, y una extensión de unas 900 hectáreas.
En su término se encuentran los despoblados ya desaparecidos de La Torre de Navalcaballo, Cabrejuelas de Navalcaballo y Los Aragoneses.

## Historia
En el Censo de Pecheros de 1528, en el que no se contaban eclesiásticos, hidalgos y nobles, registraba la existencia 29 pecheros, es decir unidades familiares que pagaban impuestos.  En el documento original figura como Navalcavallo, formando parte de la Comunidad de Villa y Tierra de Soria dentro del Sexmo de Lubia.
Lugar que durante la Edad Media perteneció a la Comunidad de Villa y Tierra de Soria formando parte del Sexmo de Lubia.
A la caída del Antiguo Régimen la localidad se constituye en municipio constitucional, entonces conocido como Navalcaballo en la región de Castilla la Vieja, partido de Soria que en el censo de 1842 contaba con 57 hogares y 230 vecinos.
En 1960 aun contaba con una población de 292 habitantes, pero perdió rápidamente habitantes y el 25 de agosto de 1970 pierde su independencia municipal y es incorporado a Los Rábanos.

## Demografía
| Gráfica de evolución demográfica de Navalcaballo entre 1842 y 1960 |
| |
| Población de derecho según los censos de población del INE Población de hecho según los censos de población del INEEntre el censo de 1970 y el anterior, este municipio desaparece porque se integra en el municipio 42149 (Los Rábanos) |